# 唐津短期大学
唐津短期大学（からつたんきだいがく）は、佐賀県唐津市において1988年に設置計画のあった日本の私立短期大学である。

## 概要
- 佐賀県唐津市に設置される予定のあった日本の私立短期大学で[1]、設置主体は学校法人佐賀電波学園[注 2]。
- 1986年夏頃にその計画がなされており、当時遊休地となっていた唐津市のとある駐車場を市が無償譲与することで土地を確保、鉄筋コンクリート4階建ての校舎を建築し、その費用は820,000,000円を見込んでいた。
- 学科数2、入学総定員200名体制で1988年度の開学を目指し、同7月中に文部省[注釈 1]に短期大学の設置認可に関する申請を以下の通り行う予定だった。実現すれば、1966年の佐賀女子短期大学以来、佐賀県では22年振り四番目の短期大学が設置されることとなった。
- しかし、同年文部省[注釈 1]に提出された書類には、同短期大学に関する記載がないことから、設置の申請を見送っていたことが明らかとなっている[注 3]。以後、再申請されることもなかったため頓挫したことになる。

## 設置予定の学科
- 経営情報学科
- 国際文化学科